# Стулепівка
Стуле́півка — село в Україні, у Нововодолазькій громаді Харківського району Харківської області. Населення становить 64 осіб. Колишній (до 2017) орган місцевого самоврядування — Сосонівська сільська рада.

## Географія
Село Стулепівка знаходиться на лівому березі річки Вільхуватка, недалеко від її витоків. На протилежному березі розташоване село Низівка, нижче за течією примикає село Завадівка. Річка в цьому місці заболочена і пересихає, на ній та її притоках зроблено кілька загат.

## Історія
За даними на 1864 рік на казенному хуторі Стулепін Новоселівської волості Валківського повіту Харківської губернії мешкало 405 осіб (186 чоловічої статі та 219 — жіночої), налічувалось 56 дворових господарств.
За переписом 1897 року кількість мешканців зросла до 747 осіб (366 чоловічої статі та 381 — жіночої), з яких всі — православної віри.
12 червня 2020 року, розпорядженням Кабінету Міністрів України № 725-р «Про визначення адміністративних центрів та затвердження територій територіальних громад Харківської області», увійшло до складу Нововодолазької селищної громади.
19 липня 2020 року, в результаті адміністративно-територіальної реформи та ліквідації Нововодолазького району, село увійшло до складу новоутвореного Харківського району.